# Asura obliquata
Asura obliquata là một loài bướm đêm thuộc phân họ Arctiinae, họ Erebidae.